# Ustawa o świadczeniu usług drogą elektroniczną
Ustawa o świadczeniu usług drogą elektroniczną – ustawa uchwalona przez Sejm 18 lipca 2002 roku, regulująca kwestie prawne związane ze świadczeniem usług drogą elektroniczną.
Ustawa określa:
- obowiązki usługodawcy związane ze świadczeniem usług drogą elektroniczną
- zasady wyłączania odpowiedzialności usługodawcy z tytułu świadczenia usług drogą elektroniczną
- zasady ochrony danych osobowych osób fizycznych korzystających z usług świadczonych drogą elektroniczną.

## Nowelizacje
Ustawę znowelizowano wielokrotnie. Ostatnia zmiana weszła w życie w 2019 roku.